# La Capilla, Irapuato
La Capilla är en ort i Mexiko.   Den ligger i kommunen Irapuato och delstaten Guanajuato, i den centrala delen av landet, 270 km nordväst om huvudstaden Mexico City. La Capilla ligger 1 718 meter över havet och antalet invånare är 180.
Terrängen runt La Capilla är en högslätt. Runt La Capilla är det ganska tätbefolkat, med 199 invånare per kvadratkilometer. Närmaste större samhälle är Irapuato, 12,9 km norr om La Capilla. Trakten runt La Capilla består till största delen av jordbruksmark.